# Serret de la Mina
El Serret de la Mina és una serra situada als municipis de Vallclara i Vimbodí i Poblet (Conca de Barberà), amb una elevació màxima de 961 metres. Està situada al vessant nord del massís de les Muntanyes de Prades. El seu nom prové de les antigues mines de plom que hi havia a Vallclara.